# 莱昂·塞
莱昂·塞（法語：Léon Sée，1877年9月23日—1960年3月20日），法国男子击剑运动员。他曾代表法国参加1900年夏季奥林匹克运动会击剑比赛，获得男子个人重剑和男子重剑业余及大师赛铜牌。